# Andrea Zanotti
Andrea Zanotti (Verona, 28 ottobre 1997) è un pallavolista italiano, centrale del Verona.

## Carriera

### Club
La carriera di Andrea Zanotti inizia nella stagione 2017-18 nel BluVolley Verona, nella squadra che milita nel campionato di Serie B: viene promosso in prima squadra, in Superlega, nella stagione 2019-20. Nell'annata 2021-22 passa al neonato Verona, che raccoglia l'eredità sportiva del suo club precedente, sempre nella massima divisione.